# یوان چنگفی
یوان چنگفی (انگلیسی: Yuan Chengfei؛ زادهٔ ۱۴ ژوئیهٔ ۱۹۹۵) وزنه‌بردار اهل چین است.
وی در مسابقات کشوری و بین‌المللی در مجموع برندهٔ ۱ مدال طلا، ۲ مدال نقره شده‌است.